# 다치자키 미키토
다치자키 미키토(일본어: 立崎 幹人, 1988년 5월 17일~)는 일본의 바이애슬론 선수이다. 2018년 동계 올림픽에서 남자 바이애슬론 종목에 참가했다.